# Adam Korol
Pour les articles homonymes, voir Korol.
Adam Marek Korol, né le 20 août 1974 à Gdańsk, est un rameur et homme politique polonais.
Champion olympique et multiple champion du monde, en quatre de couple, il est ministre des Sports en 2015.

## Biographie

### Carrière sportive
Avec Konrad Wasielewski, Marek Kolbowicz et Michał Jeliński, ils ont formé un équipage de quatre de couple, qui a glané le titre olympique (à Pékin en 2008), ainsi que quatre titres mondiaux (2005, 2006, 2007 et 2009).
Pour ses performances sportives, il reçoit en 2008 la croix de Chevalier de l'Ordre Polonia Restituta. 

### Carrière politique
Pour l'élection présidentielle anticipée des 20 juin et 4 juillet 2010, il fait partie du comité électoral du candidat de la Plate-forme civique (PO) Bronisław Komorowski. Élu président de la République, ce dernier se représente à l'issue de son mandat et Korol participe au comité électoral pour l'élection présidentielle des 10 et 24 mai 2015, finalement remportée au second tour par le candidat conservateur Andrzej Duda.
Le 16 juin suivant, Adam Korol est nommé à 40 ans ministre des Sports et du Tourisme dans le gouvernement de coalition de centre droit de la présidente du Conseil des ministres libérale Ewa Kopacz. En prévision des élections législatives du 25 octobre 2015, il est investi par la PO tête de liste dans la circonscription de Gdańsk.
Au cours du scrutin, il reçoit 28 727 voix préférentielles, réalisant ainsi le meilleur résultat des candidats de la Plate-forme civique dans la circonscription. Du fait d'un changement de majorité, il est contraint de quitter son ministère le 16 novembre suivant.
Lorsqu'il forme son « cabinet fantôme » le 16 novembre 2016, le président de la PO Grzegorz Schetyna choisit Korol comme chef adjoint du département des Sports et du Tourisme, sous l'autorité du député Ireneusz Raś.

## Palmarès

### Jeux olympiques
- 1996, 13e en deux de couple
- 2000, 6e en deux de couple
- 2004, 4e en quatre de couple
- 2008 , 1re place en quatre de couple avec Konrad Wasielewski, Marek Kolbowicz et Michał Jeliński.
- 2012 6e en quatre de couple.

### Championnats du monde
en quatre de couple, avec Konrad Wasielewski, Marek Kolbowicz et Michał Jeliński.
- 1998 , 3e place en deux de couple avec Michał Jeliński.
- 2002 , 2e place avec Adam Bronikowski, Slawomir Kruszkowski et Michał Jeliński.
- 2003 , 3e place avec Adam Bronikowski, Slawomir Kruszkowski et Michał Jeliński.
- 2005 , 1e place
- 2006 , 1e place
- 2007 , 1e place
- 2009 , 1e place

### Championnats d'Europe
en quatre de couple, avec Konrad Wasielewski, Marek Kolbowicz et Michał Jeliński.
- 2010 , 1e place

### Championnats de Pologne
en huit
- 2004 , 1re place

en simple
- 2006 , 1re place